# Yokwa'lsshabsh
Yokwa'lsshabsh, jedna od devet skupina Nisqually Indijanaca porodice salishan, koji su u 19. stoljeću živjeli u bazenu rijeke Nisqually, na Muck Creeku i susjednom predjelu uz Nisqually, okrug Pierce. Na ušću Mucka u Nisqually nalazilo se njihovo glavno selo. 